# Cristián Barros
Cristián Barros Melet (Santiago, 9 de octubre de 1952) es un político y diplomático chileno. En su carrera diplomática ha sido embajador de Chile en la India (2010-2014), Italia (2008-2010), Perú (2006-2008), Reino Unido (2000-2002) y Dinamarca (1993-1996), dichas responsabilidades ejercidas durante los gobiernos de la Concertación. También ha sido subsecretario de Relaciones Exteriores (2002-2006), en el gobierno del presidente Ricardo Lagos. Durante el segundo gobierno de la presidenta Michelle Bachelet representó a Chile en las Naciones Unidas, desde 2014 hasta 2018.

## Biografía
Nació en Santiago de Chile. Estudió en los colegios San Gabriel y Sagrados Corazones de los Padres Franceses. Realizó estudios universitarios en la escuela de Derecho de la Universidad de Chile en Santiago y se graduó en la Academia Diplomática “Andrés Bello”.
En 1974 entró al Servicio Diplomático de la Dirección Consular. En 1978 participa en la Dirección Ceremonial y Protocolo y en 1975 a 1978 es partícipe de la Dirección de Asuntos Jurídicos. En 1978 participa de la Dirección General Administrativa hasta 1979.
En 1979 asume como Cónsul Adjunto en Mendoza, Argentina. En 1980 es Cónsul de Chile en Bariloche, en ese mismo país hasta 1983.
De 1983 a 1985 participa en el Departamento América de la División de Política Bilateral. En 1985 es Cónsul General de Chile en Chicago, Estados Unidos hasta 1988.
En 1989 es nombrado primer secretario de la Embajada de Chile en Canadá, cargo que duró hasta 1990. Ese mismo año es jefe de Gabinete del director general de Política Exterior.
En 1991 asume como director del Personal. Entre 1992 y 1993 es embajador y director general administrativo. Es en 1993 que asume nuevamente como embajador de Chile, en Dinamarca cargo que se mantuvo hasta 1996.
De 1996 hasta 1998 es director general administrativo, en 1998 asume como director general de Política Exterior hasta 1999. 
De 2000 a 2002 fue embajador de Chile en el Reino Unido. En 2002 asume como subsecretario de Relaciones Exteriores, durando hasta 2006. Del año 2006 a 2008 asume como embajador del Chile en Perú y, entre 2008 a 2010 es embajador de Chile en Italia.
Fue Presidente del Consejo de Seguridad de Naciones Unidas en enero de 2015.

### Condecoraciones extranjeras
- Gran Cruz de la  Orden del Mérito (Portugal) ( Portugal, 1993).

- Gran Cruz de la Orden de Dannebrog ( Dinamarca, 1996).

- Gran Cruz de la Orden de Mayo ( Argentina, 1998).

- Gran Cruz de la Orden de la Cruz del Sur ( Brasil, 1999).

- Gran Cruz de la Orden El Sol del Perú ( Perú, 1999).

- Gran Cruz de la Orden de Orange-Nassau ( Países Bajos, 2003).

- Gran Cruz de la Orden de Isabel la Católica ( España, 2004).

- Gran Cruz de la Orden del Libertador San Martín ( Argentina, 2004).

- Gran Oficial de la Orden de Ouissam Alaouite ( Marruecos, 2004).

- Orden al Mérito del Servicio Diplomático (1.ª Clase) ( Corea del Sur, 2005).

- Gran Cruz de la Orden de Vasco Núñez de Balboa ( Panamá, 2006).